# Christoph Gerber
Christoph Gerber (Basileia, 15 de maio de 1942 in Basel) é um físico suíço.
É atualmente "Director of Scientific Communication" do Departamento de Física da Universidade de Basileia. Seus trabalhos contribuíram para a invenção do microscópio de força atômica e do microscópio de corrente de tunelamento. De 1996 a 2004 trabalhou no IBM Zurich Research Laboratory. Seus interesses de pesquisa atuais estão voltados à biossensores bioquímicos em forma de viga em balanço  e diversas questões sobre nanotecnologia.
Gerber é autor de diversas publicações científicas. Detém patentes nas áreas de física de baixas temperaturas (criogenia), bem como microscópio de força atômica e microscópio de corrente de tunelamento. É doutor honoris causa da Universidade de Basileia e professor honoris causa da Universidade de St Andrews (Escócia) e da Academia Chinesa de Ciências.